# Pema Künsang Chögyal
Pema Künsang Chögyal (1854-1885) was een Tibetaans tulku. Hij was de tiende tai situ, een van de invloedrijkste geestelijk leiders van de karma kagyütraditie in het Tibetaans boeddhisme en van de kagyütraditie in het algemeen.